# Кашино (Хвойнинський район)
Кашино (рос. Кашино) — присілок в Хвойнинському районі Новгородської області Російської Федерації.
Населення становить 48 осіб. Входить до складу муніципального утворення Юбілейнинське сільське поселення.

## Історія
Від 2005 року входить до складу муніципального утворення Юбілейнинське сільське поселення

## Населення
| 2009 | 2010 |
| ---- | ---- |
| 42   | ↗48  |